# Wasserturm Fliegenberg
Der Wasserturm von Fliegenberg ist ein Wahrzeichen im Ort Fliegenberg in der Gemeinde Stelle im niedersächsischen Landkreis Harburg. Der von 1910 bis 1912 erbaute, etwa 18 Meter hohe Wasserturm diente bis 1978 zur Wasserversorgung der umliegenden Häuser. 1978 wurde er verkauft und bis 1982 zum Wohnhaus umgebaut. 2021 stand der Wasserturm erneut zum Verkauf.

## Bauwerk

### Ursprünglicher Bau
Die 1910 gegründete Wasserleitungsgenossenschaft Fliegenberg begann noch im selben Jahr mit dem Bau des zylindrischen Wasserturms. Der Turm wurde auf einem artesischen Brunnen errichtet, der bis zur Stilllegung den Ort Fliegenberg mit Frischwasser versorgte. Ein Windmotor, später eine Dampfpumpe bzw. eine Elektropumpe, beförderte das Wasser in den ca. 13 m hoch gelegenen Behälter, der bis 90 Kubikmeter Wasser speicherte. 
1975 wurde der Wasserturm an die Gemeinde Stelle verkauft. Ab 1982 schloss sich die Wasserleitungsgenossenschaft Fliegenberg dem Wasserbeschaffungsverband Harburg an, sodass der Wasserturm nicht mehr benötigt wurde und zum Wohngebäude umgebaut wurde.

### Umbau
Durch den steigenden Bedarf an Wasser und den damit verbundenen Anschluss von Fliegenberg an den Wasserbeschaffungsverband Harburg wurde der Turm ab 1978 nicht mehr zur Wasserversorgung genutzt. Nach dem Verkauf des Wasserturms 1978 an eine Privatperson wurde der ursprüngliche Wasserturm zum Wohngebäude umgebaut. Entsprechend der Bauunterlagen wurde der einstige Wasserbehälter am Kopf des Turms zum Wohnraum umgebaut. Hier befindet sich seither auf zwei Ebenen eine Maisonette-Wohnung mit ca. 80 m² Wohnfläche. Insgesamt verfügt das Bauwerk über sechs Etagen, wovon vier als Nutzfläche ausgelegt sind, und weitere 70 m² Nutzfläche aufweisen.